# Mecodinops relata
Mecodinops relata là một loài bướm đêm trong họ Noctuidae.